# Jean Eugène Robert-Houdin
 Ikke at forveksle med Harry Houdini.
Jean Eugène Robert-Houdin (6. december 1805 – 13. juni 1871) var en fransk urmager og regnes som grundlæggeren af den moderne tryllekunst. 
Robert-Houdin blev født i Blois i Frankrig, uddannede sig til urmager, men havde samtidig stor interesse for gøglere og magikere. I 1850'erne var der oprør i fransk Algeriet mod kolonistyret, og oprørerne blev inspireret af de mirakler som deres religiøse ledere udførte. For at imødegå denne udfordring, sendte den franske regering Robert-Houdin til Algeriet i 1856, hvor han havde en række opvisninger i et forsøg på at bryde de religiøse lederes indflydelse. 
Robert-Houdin bliver anset som skaberen af den moderne tryllekunst. Sine numre udførte han primært i teatre og ved private fester, mens det tidligere var mest almindeligt at lade gøglere optræde med deres numre på diverse markedspladser.